# 大苞藤黄
大苞藤黄（学名：Garcinia bracteata）为金丝桃科藤黄属的植物，为中国的特有植物。分布于中国大陆的云南、广西等地，生长于海拔400米至1,750米的地区，见于石灰岩山杂木林中，目前尚未由人工引种栽培。

## 外部連結
- 呫噸酮V1 Xanthone V1（页面存档备份，存于） 中草藥化學圖像數據庫 (香港浸會大學中醫藥學院) （中文）（英文）